# Walter Schneiter
Walter Schneiter (ur. 2 lipca 1923, zm. 2 września 1972) – szwajcarski piłkarz grający na pozycji napastnika. W swojej karierze rozegrał 3 mecze w reprezentacji Szwajcarii.

## Kariera klubowa
W swojej karierze piłkarskiej Schneiter grał w klubie FC Zürich.

## Kariera reprezentacyjna
W reprezentacji Szwajcarii Schneiter zadebiutował 2 października 1949 roku w przegranym 0:3 towarzyskim meczu z Belgią, rozegranym w Brukseli. W 1950 roku został powołany do kadry na mistrzostwa świata w Brazylii. Na nich był rezerwowym i nie wystąpił w żadnym spotkaniu. Od 1949 do 1950 roku rozegrał w kadrze narodowej 3 mecze.